# Crista Arangala
Crista Arangala (née Crista Lynn Coles) é uma matemática estadunidense, especialista em análise numérica, professora da Universidade Elon, e bolsista Fulbright.

## Formação
Arangala graduou-se no Allegheny College em 1993. Obteve um Ph.D. em 2000 na Universidade de Cincinnati, com a tese Numerical Identification of Parameters in Inverse Heat Conduction and Inverse Euler Bernoulli Beam Theory, orientada por Diego Antonio Murio.

## Livros (seleção)
- Exploring Linear Algebra: Labs and Projects with Mathematica (CRC Press, 2015)
- Exploring Calculus: Labs and Projects with Mathematica (with Karen A. Yokley, CRC Press, 2016)
- Mathematical Modeling: Branching Beyond Calculus (with Nicholas S. Luke and Karen A. Yokley, CRC Press, 2018)
- Exploring Linear Algebra: Labs and Projects Using Matlab (CRC Press, 2019)[3]